# Kilkenny Castle
Kilkenny Castle (irsk: Caisleán Chill Chainnigh) er en borg, der ligger i Kilkenny, Irland, der blev opført i 1260 for at kontrollere et vadested på floden Nore og sammenfletningen af flere veje. Den var et symbol for den normanniske besættelse, og i sit oprindelige udseende har den fungeret som vigtigt element i byens forsvar med fire runde tårne og en stor voldgrav, hvoraf dele stadig kan ses i dag.
I 1967 solgte Arthur Butler, 6. Marquess af Ormonde borgen for £50 til Castle Restoration Committee så den overgik til folket i Kilkenny. Borgen og jorden omkring bliver i dag drevet af Office of Public Works, og haven og parken er åbne for offentligheden. The Parade Tower er et konference-sted. Siden 2002 er der blevet afholdt dimittentarrangementer for studerende på Kilkenny Campus fra National University of Ireland (Maynooth).